# 尼克·斯米特
尼克·斯米特（荷蘭語：Nick Smidt，1997年5月12日—），荷兰男子田径运动员，六岁时开始练习田径，2019年欧洲U23田径锦标赛男子400米跨欄银牌得主、2022年世界室内田径锦标赛男子4×400米接力铜牌得主。